# Ванеса Марсел
Сали Ванеса Ортис (на испански: Sally Vanessa Ortiz), по-известна като Ванеса Марсел (на английски: Vanessa Marcil), е американска актриса, родена на 15 октомври 1969 в Индиоу. Позната е от сериала „Лас Вегас“, в който играе Саманта Джейн (Сам) Маркес – аниматор към курорт и казино „Монтесито“.

## Кратка биография
Баща ѝ е мексиканец, а майка ѝ e с френско, италианско и португалско потекло. Била е сгодена за актьора Брайън Остин Грийн, съпруг на Меган Фокс. От него има син Касиъс, роден на 30 март 2002 г. Вегетарианка е и има две кучета – Уф и Джоуи.